# Leopold Freiherr von Imhof
Leopold Freiherr von Imhof (7 de julho de 1869 – 30 de abril de 1922) foi um funcionário público austríaco que serviu como Governador de Liechtenstein de 1914 a 1918.

## Biografia
Imhof nasceu em 7 de julho de 1869 em Salzburgo. Estudou direito em Viena e Munique. 
Ele trabalhou em serviços administrativos no governo estadual em Salzburgo, Alta Áustria e Tirol. Junto com o Secretário Ministerial no Ministério do Interior em Viena, onde entrou em contato com o Príncipe Eduard de Liechtenstein, o que lhe deu conexões dentro de Liechtenstein. 

## Governador de Liechtenstein

### Nomeação e Primeira Guerra Mundial
Imhof foi o governador de Liechtenstein, servindo de 1 de abril de 1914 a 13 de novembro de 1918.  Ele foi nomeado por João II para o cargo somente depois de não poder cumprir o mandato do Landtag de Liechtenstein para a nomeação de um governador de Vorarlberg ou Tirol após a morte de Carl von In der Maur em 11 de dezembro de 1913.  No entanto, ele foi bem recebido no Liechtenstein. 
Pouco depois da sua nomeação, começou a Primeira Guerra Mundial, à qual Imhof respondeu inicialmente com entusiasmo e apoiou fortemente as Potências Centrais.   Embora à medida que a guerra se arrastava, o país enfrentava uma crescente escassez de alimentos e inflação.  A partir de 1916, o Liechtenstein foi embargado pelos países da Entente, o que causou desemprego em massa no país.  Imhof logo enfrentou críticas de que as medidas que havia tomado para lidar com a crise econômica eram inadequadas e de incompetência.  Como resultado, ele frequentemente entrava em debates ferozes com Wilhelm Beck, que havia formado um grupo de oposição emergente contra ele.  Ele também enfrentou várias acusações de contrabando e acumulação para si mesmo durante a guerra. 

### Remoção do cargo
Em novembro de 1918, os membros da oposição Wilhelm Beck, Martin Ritter e Fritz Walser, profundamente insatisfeitos com a forma como Imhof conduzia a economia e que queriam um chefe de Estado de Liechtenstein, propuseram uma moção de censura contra ele. Imhof pediu um voto de confiança e, ao mesmo tempo, concordou em apresentar sua renúncia. Embora o Landtag do Liechtenstein tenha expressado unanimemente a sua confiança nele, foi decidido, contra a constituição, transferir o poder de Governador para um Comité Executivo Provisório liderado por Martin Ritter e João II aceitou a demissão de Imhof em 13 de novembro. 
O governo rejeitou a contribuição do estado para a pensão de Imhof, pois ele só teria direito a ela após dez anos de serviço em Liechtenstein. Foi-lhe concedido por João II a partir de dezembro de 1919, com fundos privados, a seu pedido pessoal. 

## Vida posterior e morte
Imhof retirou-se para sua cidade natal, Salzburgo, onde morreu em 30 de abril de 1922, aos 52 anos. 

## Vida pessoal
Imhof casou-se com Ida Hoffmann em 7 de setembro de 1901 e tiveram três filhos juntos. 

## Honrarias
- Áustria-Hungria: Ordem Imperial de Francisco José[15]
- Bélgica: Grande Cordão da Ordem de Leopoldo[15]
- Liechtenstein: Medalha Comemorativa do Jubileu de Ouro de S.A.S. Príncipe João II